# Schenes
Schenes war ein altägyptischer Kleinkönig der Hyksos-Zeit, 16. Dynastie. Dieser König ist nur mit seinem Eigennamen bekannt. 